# Dave Pell
Pour les articles homonymes, voir Pell.
David Pell, dit Dave Pell, né à Brooklyn (New York) le 26 février 1925 et mort le 8 mai 2017, est un saxophoniste ténor et chef d'orchestre américain.
Il est un représentant du jazz West Coast dans les années 1950.

## Biographie
Né à Brooklyn, Dave Pell débute dans les orchestres de Tony Pastor, en 1944, puis dans celui de Bob Crosby, avant de s'installer en 1947 à Los Angeles. Là, il fait partie de l'orchestre de Les Brown.
En 1953, il forme son propre groupe. Celui-ci prend la plupart du temps la forme d'un octet. Y participent Pepper Adams, Benny Carter, Mel Lewis, Red Mitchell, Marty Paich, Art Pepper, Bob Gordon, Don Fagerquist, Paul Moer. Il s'entoure des principaux arrangeurs de la côte Ouest, Marty Paich, Bill Holman, Shorty Rogers.
Avec le déclin de l'intérêt pour le jazz en Californie dans les années 1960, Dave Pell se tourne comme nombre de musiciens West Coast vers le travail de studio, avant de reformer un groupe de jazz dans les années 1970.

## Discographie partielle

### Comme leader
- 1953: The Dave Pell Octet Plays Irving Berlin, Kapp Records
- 1954: The Dave Pell Octet Plays Again
- 1956: The Dave Pell Octet: I Had The Craziest Dream
- 1956: The Dave Pell Octet: Jazz Goes Dancing (Prom To Prom), RCA Records
- 1957: The Dave Pell Octet: A Pell Of A Time, RCA Records
- 1957: The Dave Pell Octet: Campus Hop. Jazz Goes Dancing, RCA Records

## Sources
- Biographie sur le site Davepell.com